# اچ‌ام‌اس لوستوف (۱۷۶۱)
اچ‌ام‌اس لوستوف (۱۷۶۱) (به انگلیسی: HMS Lowestoffe (1761)) یک کشتی بود که طول آن ۱۳۰ فوت ۶ اینچ (۳۹٫۷۸ متر) بود. این کشتی در سال ۱۷۶۱ ساخته شد.